# ひらまつ病院
ひらまつ病院（ひらまつびょういん、Hiramatsu Hospital）は、佐賀県小城市にある、医療法人ひらまつ病院が運営する総合病院。

## 基本理念
- 「私たちは、常に患者様中心の医療を考え、迅速な対応で接し、地域ニーズに合った高度な開かれた医療を目指し、「笑顔」「和」「思いやり」をもって社会に貢献します。」[1]

## 診療科
- 外科
- 呼吸器外科
- 消化器外科
- 肛門外科
- 整形外科
- 脳神経外科
- 皮膚科
- 内科
- 消化器内科
- 循環器内科
- 呼吸器内科
- 小児科
- 人工透析内科
- 神経内科
- 眼科
- リウマチ科
- 泌尿器科
- 放射線科
- 麻酔科
- リハビリテーション科

## アクセス

### 公共交通機関
- JR唐津線小城駅下車、車で約5分
- 佐賀駅バスセンターより「小城」または「辻の堂」行きに乗車、「ひらまつ病院」バス停より徒歩1分

### 道路交通
- 長崎自動車道小城スマートICから南へ約5分

## スポーツ活動
スポーツを通じた社会活動として、陸上部、野球部、ソフトボール部、バスケットボール部、相撲部が活動している。活動が評価され、病院理事長の平松克輝が2019年度佐賀新聞文化賞を受賞した。
陸上部は2017年11月3日に開催された第54回九州実業団毎日駅伝競走大会において8位に入り、2018年1月1日の全日本実業団対抗駅伝競走大会（ニューイヤー駅伝）に初出場を果たした。医療法人のチームがニューイヤー駅伝に出場するのは史上初で、以後4年連続でニューイヤー駅伝に連続出場を果たしている。2021年の九州大会は11位、2022年の九州大会は9位に終わりニューイヤー駅伝出場はならなかったが、2023年の九州大会で7位に入り3年ぶりにニューイヤー駅伝の出場権を獲得、2024年1月のニューイヤー駅伝は過去最高の24位に入った。